# Фуад I Египатски
Фуад I Египатски (арап. فؤاد الأول; Каиро, 26. март 1868 — Каиро, 28. април 1936), званични назив: краљ Египта и Судана, суверен Нубије, Курдуфама и Дарфура, био је од 1917. до 1922. султан, а од 1922. до 1936. први краљ модерног Египта.

## Биографија
Био је син Исмаил-паше и Феријал Ханим. Пре него је постао султан, одиграо је у велику улогу приликом оснивања Универзитета у Каиру. Био је први ректор тог универзитета. Био је и председник Египатског географског друштва. Желео је да дође на власт у Албанији, јер је имао и албанског порекла.
Постао је султан 1917. године, након смрти свог брата, султана Хусеина Камила. Након Египатске револуције 1919, Уједињено Краљевство прекинуло је протекторат над Египтом и признало Египат као суверену државу 1922. године. Од тада је владао Египтом као краљ.
Током своје владавине покушао је да промени устав и смањи улогу египатског парламента, али је због притиска народа, одустао од тога. Пуно пута је распуштао парламент, што му је допуштао устав.
Након његове смрти престолом Египта, владао је његов син Фарук I, а његова кћер принцеза Фавзија Египатска, била је прва жена иранског шаха Мохамеда Резе Пахлавија. Они су били његова деца из другог брака с краљицом Назли Сабри. У првом браку био је са Швикар Канум Ефенди.